# ルイス・ソテロ
ルイス・ソテロ（Luis Sotelo, 1574年9月6日 - 1624年8月25日）は、スペイン帝国セビリア生まれのフランシスコ会宣教師である。

## 生涯
サラマンカ大学で学び、1594年にフランシスコ会に入会。ヌエバ・エスパーニャから1600年、フィリピンに渡り、マニラ近郊で日本人キリスト教徒の指導に従事し日本語を学ぶ。

1603年（慶長8年）、フィリピン総督の書簡を携えて来日し徳川家康や秀忠に謁見、日本での布教に従事した。

1609年（慶長14年）には上総国岩和田村（現・御宿町）田尻の浜で座礁難破し、地元の漁民達に助けられた前フィリピン総督ドン・ロドリゴとの通訳や斡旋にあたる。また仙台藩主・伊達政宗との知遇を得、東北地方にも布教を行った。

1611年（慶長16年）3月、駿河国駒形にフランシスコ会の教会を建設した。

1613年（慶長18年）、布教が禁止され捕らえられるが伊達政宗の助命嘆願によって赦され、慶長遣欧使節団の正使として支倉常長らとともにヌエバ・エスパーニャを経てヨーロッパに渡る。エスパーニャ王、ローマ教皇パウルス5世に謁見し日本での宣教の援助を求めるが目的を達せず1617年、エスパーニャを発ちヌエバ・エスパーニャ経由でフィリピンに入り、マニラで日本に渡る機会を待って1622年（元和8年）、長崎に密入国したが捕らえられる。この際も伊達政宗の助命嘆願があったが容れられず、1624年（寛永元年）に大村でフランシスコ会の宣教師2名、イエズス会とドミニコ会の宣教師各一名と共に火刑により殉教した。

1867年にローマ教皇ピウス9世により列福された。

キリスト教の布教に大変熱心な宣教師であったが、それ故に「聖なる偽り」（布教のために嘘をついたり、他者を欺くような行為をすること）も多く、彼が残したり或いは語ったとされる史料は信憑性に疑問があるともされる。